# Riley Smith
Riley Smith (Cedar Rapids, Iowa, EUA, 12 de abril de 1978) é um ator e cantor americano, mais conhecido como vocalista da banda The Life of Riley. Ele é ex-namorado da atriz Danneel Ackles.

## Filmografia

### Televisão
- One World (1 episódio, 1998) como Riley
- Wild Grizzly (1999) como Josh Harding
- Alien Arsenal (1999) como Chad
- 7th Heaven (1 episódio, 1999) como Tyler
- Freaks and Geeks  (5 episódios, 2000) como Todd Schellinger
- Hang Time (1 episódio, 2000) como Dave Carter
- Chestnut Hill (2001) como Jamie Eastman
- Once and Again (2 episódios, 2000–2001) como Pace
- Motocrossed (2001) como Dean Talon
- Gideon's Crossing (3 episódios, 2001) como Derek Fitzhugh
- All About Us (1 episódio, 2001) como Jeremy
- Eastwick (2002) como Dakota
- Raising Dad (9 episódios, 2002) como Jared Ashby
- Boston Public (1 episódio, 2002) como Mark
- CSI: Miami (1 episódio, 2003) como Jack
- Peacemakers (1 episódio, 2003) como Eric Soper
- 24 (6 episódios, 2003) como Kyle Singer
- Summerland (2 episódios, 2004) como Tanner
- Hawaii (1 episódio, 2004) como Sheldon
- Joan of Arcadia (5 episódios, 2004–2005) como Andy Baker
- The Way (2006) como Karl
- Spring Break Shark Attack como Shane Jones
- Drive (6 episódios, 2007) como Rob Laird
- CSI: Crime Scene Investigation (1 episódio, 2007) como Jordan Rockwell
- Women's Murder Club (1 episódio, 2007) como Jamie Galvan
- Criminal Minds (1 episódio, 2008) como Ryan Phillips
- Ghost Whisperer (1 episódio, 2009) como Sean Flannery
- Knight and Day (2010) como Jim Pollard
- Leverage (1 episódio, 2010) como Dr. Wes Abernathy
- 10,000 Days (2010) como Sam Beck
- The Messengers (2015) como Mark Plowman
- Frequency (2016) como Frank Sullivan
- Life Sentence (2018) como Dr. Will Grant

### Filmes
- Lovers Lane (1999) como Michael Lamson
- Voodoo Academy (2000) (V) como Christopher Sawyer
- Bring It On (2000) como Tim
- Motocrossed (2001) como Dean Talon
- Not Another Teen Movie (2001) como Les
- Eight Legged Freaks (2002) como Randy
- Full Ride (2002) como Matt Sabo
- National Lampoon's Barely Legal (2003) como Jake
- Radio (2003) como Johnny
- New York Minute (2004) Como Jim (Garoto da bicicleta)
- The Plight of Clownana (2004) como Riley
- Weapons (2007) como Jason
- White Air (2007) como Alex
- Graduation (2007) como Chauncey Boyd
- Make It Happen (2008) como Russ[4]
- Gallowwalker (2010) como Fabulos
- Minuteman (2010) como Lance Deakin
- The Closer (2011) como Trey Gavin